# 해저댁고택
해저댁고택은 경상북도 안동시 풍산읍 오미리에 있다. 2013년 4월 9일 안동시의 문화유산 제69호로 지정되었다.